# Smrdan (Prokuplje)
Pour les articles homonymes, voir Smrdan.
Smrdan (en serbe cyrillique : Смрдан) est un village de Serbie situé dans la municipalité de Prokuplje, district de Toplica. Au recensement de 2011, il comptait 68 habitants.

## Démographie
| 1948 | 1953 | 1961 | 1971 | 1981 | 1991 | 2002 | 2011 |
| ---- | ---- | ---- | ---- | ---- | ---- | ---- | ---- |
| 218  | 233  | 198  | 131  | 121  | 103  | 95   | 68   |

|  |